# Women's Institute
Women's Institute (WI), är en kvinnoförening för kvinnor på landsbygden, verksam i Storbritannien, Kanada, Sydafrika och Nya Zeeland, bildad i Kanada 1897.
Den grundades i Stoney Creek, Ontario i Kanada, 1897, med Christina Ann Smith som dess första ordförande och Adelaide Hoodless som vice. Den utvidgade till Storbritannien 1915 och spred sig därifrån över det brittiska imperiet. Många nationella WI-föreningar tillhör Associated Country Women of the World.